# Yves II d'Alegre
 (avril 2020).
Si vous disposez d'ouvrages ou d'articles de référence ou si vous connaissez des sites web de qualité traitant du thème abordé ici, merci de compléter l'article en donnant les références utiles à sa vérifiabilité et en les liant à la section « Notes et références ».
Yves II de Tourzel d'Alègre, Baron d'Alègre, Capitaine de 100 hommes d'armes, Chevalier de l'Ordre du roi (Ordre de Saint-Michel) né vers 1452 à Allègre et mort le 11 avril 1512 à Ravenne en Italie, est un noble et militaire français. Considéré comme l'un des meilleurs tacticiens français de son temps, dont l'un des ancêtres est mort glorieusement à la Bataille d'Azincourt est compagnon d'armes du Maréchal de La Palice et du chevalier Bayard . Yves II d'Alègre s'illustra notamment durant les guerres d'Italie (XVe et XVIe siècles) sous le règne des rois Charles VIII et Louis XII.

## Biographie
Conseiller et chambellan de Charles d'Anjou, roi titulaire de Naples qui lui donna par son testament du 10 décembre 1481, « son navire de Saint-Michel », et mille écus pour faire le voyage de Saint-Jacques-de-Compostelle, il passe vers 1483 au service de la couronne de France.
En 1494, il participe à la première guerre d'Italie et est à la conquête du royaume de Naples. Alègre commande l’avant-garde de l’armée de Gilbert de Bourbon qui arrive très rapidement à Viterbe où elle capture la maîtresse papale Giulia Farnese et sa suite qui seront finalement libérés après versement d'une rançon de 3000 livres. 
Après la conquête du royaume de Naples et le retour du roi Charles VIII en France, il est nommé gouverneur de la Basilicate. Allié à son frère François de Tourzel d'Allègre, seigneur de Précy, Yves II, sous les ordres de Bérault Stuart d'Aubigny, défait Ferdinand d'Aragon et Gonzalve de Cordoue, à la journée de Seminara le 28 juin 1495 et les repousse de la Calabre. Lorsque la ville de Naples eut été bloquée par mer et que le Comte de Montpensier, vice-roi de Naples, fut assiégé, Yves d'Allègre accourut à marches forcées de la Calabre et fit « des merveilles d'armes » sous les murs et dans les rues de la ville pour réprimer l’insurrection.
Conseiller et chambellan du roi, il est nommé capitaine des Cent gentilshommes de la Maison du Roi le 5 mars 1495. Il s'en démet en 1500.
En 1499, Alègre retourne en Italie pour le compte du nouveau roi Louis XII qui vient de sceller une alliance avec le pape Alexandre VI, pour l’aider « à reprendre certaines places usurpées par les vicaires de l’Eglise Romaine ». Commandant des troupes françaises en Romagne, Yves II à la tête de 300 lances et 4 000 Suisses se joint aux forces de César Borgia et participe à la prise d'Imola et de Forli en 1500 ainsi qu'à la capture de Catherine Sforza qui est dans le Château Saint-Ange.
La Dame de Forli ayant fait l'admiration des chevaliers français par sa bravoure, Alègre insiste fermement auprès du pape pour sa libération et, d'après le vicomte de Vogüé, plaide : « Saint Père, dame Sforza n’est pas votre prisonnière comme vous le semblez croire. Elle est la protégée de monseigneur le Roy de France. Le pacte conclu entre le Duc de Valentinois et moi a été violé. Si Votre Sainteté ne libère pas la dame Sforza sur le champ, mon armée qui est à Viterbe, peu distante de Rome, sera ici sous peu de jours. Elle aura tôt fait justice et pourvu l’honneur de la France ». Alexandre VI, qui avait besoin d'une alliance avec la France, est contraint de céder devant l'argument et libère la captive le 26 juillet 1501. Cet épisode romanesque, dans la plus pure tradition chevaleresque, renforce la réputation du baron d’Alègre. 
Après avoir pris d'assaut, aux Milanais révoltés, la ville de Torente, il obtient le commandement de trois cents lances et de deux mille hommes de pied pour opérer en Romagne, où il s'empare des villes de Pesaro, Rimini, Ruffi, Brisighella, se trouve au siège de Faënza et enlève d'autres places avant de se joindre à Louis XII pour marcher une seconde fois à la conquête du royaume de Naples.
Il commandait l'arrière-garde avec 400 cavaliers à la bataille de Cérignole 28 avril 1503, sous les ordres du Vice-roi Louis d'Armagnac, duc de Nemours. Malgré l'avis d'Alègre, soutenu par Bayard et les principaux commandants, Nemours engage le combat en terrain défavorable et est tué dans l'action précipitant la défaite et la perte de Naples. Par suite de ce revers, Yves d'Alègre prend le commandement de toute l'armée et doit diriger une retraite difficile, en pays insurgé, pour se réfugier dans Gaëte, d'où il repousse deux assauts de Gonzalve de Cordoue par de brillantes sorties avant de conclure une reddition honorable en 1504. 
Tombé en disgrâce à son retour en France, Alègre est néanmoins rappelé au service en 1507 après la rébellion de Gênes où la garnison française est massacrée. Muni d'un corps de gentilshommes bien montés et de trois mille fantassins, il délivre la ville de Monaco, ainsi que les places de Menton, Roquebrune et Port-Maurice. Cette mission remplie, le baron d'Allègre prend Savone, dont il est fait gouverneur, avant de se distinguer à la prise de Gênes ainsi qu'à la défense de Bologne.
Le 14 mai 1509, Yves II commande, avec Bayard, l'avant-garde française à la bataille d'Agnadel et s'y montra, au dire d'un historien contemporain, « moult chevaleureux ». En février 1512, sous les ordres du jeune et brillant stratège Gaston de Foix, on le retrouve au siège de Brescia, occupée par les Vénitiens. Il prend ensuite le commandement de l'arrière-garde à la bataille de Ravenne le 11 avril où, à la tête de d'une cavalerie de 400 gendarmes, il assure la victoire française par des charges magnifiques et réitérées qui disloquent l'infanterie espagnole. 
Mais, saisi de douleur à la vue d'un de ses fils (le seigneur de Viverols), qui venait d'être tué aux côtés de Gaston de Foix, il se précipite seul dans la mêlée et mourut au combat. Son corps fut apporté en France et enterré au tombeau de ses ancêtres dans la chapelle d'Alègre.

## Famille

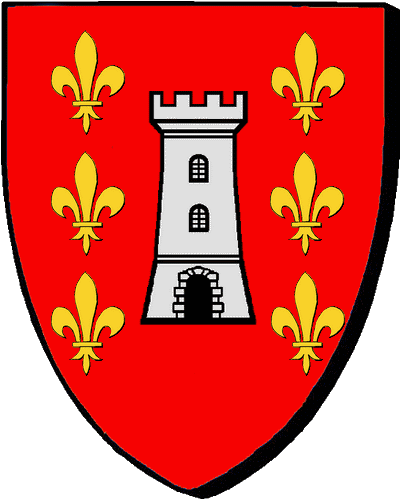
À partir de 1526, Gabriel d'Alègre est autorisé à ajouter sur le blason familial d'origine (de gueule à la tour d'argent) six fleurs de lys d'or, faveur concédée par le roi de France.

Yves II d'Alègre est le fils de Jacques de Tourzel, baron d'Alègre, conseiller et chambellan du roi, et de Gabrielle de Lastic. Il épouse en 1474 Jeanne de Chabannes , fille de  Geoffroy de Chabannes, seigneur de Charlus et de La Palisse, et Charlotte de Prie, sœur du maréchal Jacques II de Chabannes de La Palice. De cette union naissent :
- Jacques d'Alegre, seigneur de Viverols, meurt en 1512 avant son père, lors de la bataille de Ravenne.
- Gabriel d'Alegre, baron d'Alègre et de Meilhaud, conseiller et chambellan du roi Louis XII,  épouse le 26 Avril 1513 Marie d'Estouteville dame de Blainville, fille de Jacques d'Estouteville seigneur de Beynes, et de Gillette de Coëtivy. Conseiller et chambellan du roi. En reconnaissance de ses éminents services rendus à la Couronne de France, le roi le [1]nomma le 19 décembre 1509 à la fonction de Maître des requêtes de l'Hôtel du Roi. De 1512 à 1522 Gabriel d'Alègre est nommé Prévôt de Paris, juridiction exercée au Châtelet de Paris. Ce magistrat habita au 15 rue de Hautefeuille à Paris, à L'Hostel d'Alègre, .(Topographie du Vieux Paris par Lazare Tisserand. Edition Imprimerie nationale .Volume V - Paris 1887. , page 445.) En  Avril 1526, il est nommé Bailli d'epée de la ville de Caen. et reçoit en 1531, dans cette ville le roi François Ier
- Christophe d'Alegre, seigneur de Viverols.
- Jean d'Alegre, seigneur de St-Diéry. Mort à Ferrare en 1511.